# Analogie métaphysique
Pour les articles homonymes, voir analogie (homonymie).
L'« analogie métaphysique », ou analogie de l'être, est un mode de connaissance, indispensable notamment pour tous les objets intellectuels qui dépassent les capacités de l'intelligence humaine. Analogia, ἀναλογία « qui a même rapport », ana, indiquant la répétition et logos, le rapport, désigne en grec ce que Varron a traduit en latin par proportion, c’est-à-dire l’identité de deux rapports. Que ce soit au sens strict d’une égalité quantitative (a/b = c/d), ou en un sens dérivé, lorsque nous disons, par exemple, que « l’écaille est au poisson ce que la plume est à l’oiseau ». Toutefois nous éprouvons, compte tenu de son importance doctrinale et de la diversité des interprétations auxquelles elle a donné lieu, une grande difficulté à trouver une définition de l'analogie. Si la source historique se trouve dans la théorie aristotélicienne des sens multiples de l'être unifiés par référence à un premier, toutes les spéculations autour de la doctrine de l'analogie trouvent leur fondement dans « le problème doctrinal de l'unité de l'être ».
Le terme analogia est d'origine mathématique. C'est le terme utilisé par Euclide pour désigner les égalités de rapports entre nombres naturels (qui, d'ailleurs, commencent à 2 pour les Grecs anciens) dans le livre 5 des Éléments. L'analogia, rapidement élargie au domaine philosophique et appliqué d'abord par Aristote à la solution du problème de l'existence simultanée de l'un et du multiple, s'étendra  progressivement, après lui, aux relations entre le sensible et le divin. En théologie, l'analogie va désigner la connaissance que l'homme a de Dieu, et même, chez certains, l'essence même de Dieu.
Dans ce schéma élargi, les choses analogues sont celles qui ont un même nom et dont la « perfection » désignée par ce nom est simplement diverse en elles quoique semblable selon une certaine proportion. L’analogie est donc une « ressemblance proportionnelle, fondée sur une similitude de rapports entre des réalités différentes ».

## Approche de l'analogie

### Exemples d'analogie
Exemples d'analogie dont deux proviennent de l'Éthique à Nicomaque :
- La vue joue pour le corps le même rôle que l'intelligence pour l'âme.
- La vieillesse est à la vie ce que le soir est au jour.
- Le chef est à l'État ce que le pilote est au navire.
- L’écaille est au poisson ce que la plume est à l’oiseau.
- Le prince est au peuple, ce que le pilote est au navire.

Qu'est ce que l'analogie ? Pour définir l'analogie il convient de la distinguer de ce qu'elle n'est pas.

### L'analogie n'est pas comparaison
Contrairement à l'idée que s'en fait le sens commun l'« analogie métaphysique » n'est pas « comparaison ». L'analogie proprement dite n'est pas cela, elle se veut objective et constater un lien réel entre deux objets connus. Dans le langage usuel, la confusion est fréquente, ainsi de l'exemple souvent cité, du pied humain, du pied de la montagne et du pied de la table, donnés comme exemple d'analogie. L'association d'image y est faite à partir d'une propriété commune, constituée par l'idée, de « partie inférieure soutien du reste », applicable aux trois cas, et donc d'un genre commun celui comprenant une « partie inférieure soutien du reste ». L'analogie cherche un rapport rationnel qui ne soit justement pas celui d'un genre commun comme entre la vue et l'intelligence du premier exemple.
Dans l'exemple tiré de l' Éthique à Nicomaque, « la vue joue pour le corps le même rôle que l'intelligence pour l'âme », on voit qu'Aristote fait appel à une espèce de métaphore et que l'on ne peut parler d'« analogie » que dans les cas où quatre termes étant donnés le second terme est au premier comme le quatrième est au troisième

### L'analogie n'est pas symbole

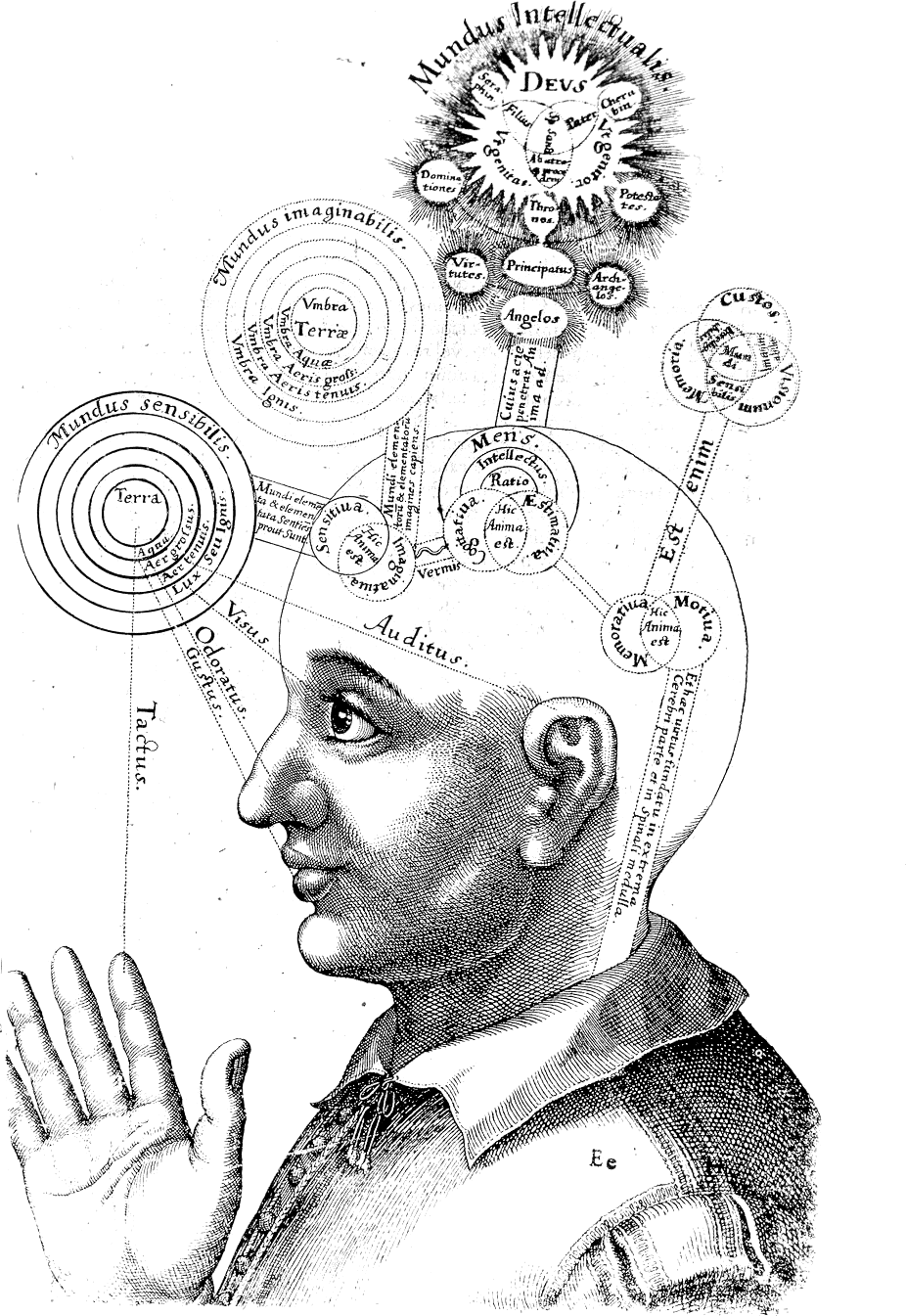
L’homme et le macrocosme : planche tirée du De utriusque cosmi maioris et minoris historia de Robert Fludd (1619).

De Munnynck, s'appuie sur un exemple précis pour souligner la spécificité du symbole. Le symbolisme est animé par l'idée qu'il y a un sens caché des choses et des événements de la nature qui voilent des événements supérieurs relevant du monde des esprits (la tour de l'église assimilée à un doigt de Dieu). Pour de tels esprits il n'est pas de phénomène matériel qui ne puisse trouver sa correspondance dans le ciel (voir sur ce sujet « Analogies et correspondances »). Symbolisme et analogie prétendent tous deux atteindre une réalité supérieure, mais alors que le symboliste avance cette correspondance comme un postulat, l'analogie plus modestement se sert de ses propres limites en recourant au concept de proportionnalité.

### La connaissance analogique
De Munnynck en dénombre deux sortes : 
La première, provisoire, destinée aux objets qui par nature sont accessibles à une investigation directe que la recherche n'ait pas été encore  entreprise, qu'elle soit trop longue ou trop complexe ou qu'elle supposerait l'acquisition de connaissances préalables. 
La deuxième, part de la constatation que notre intelligence est limitée, qu'elle sait qu'elle l'est, mais qu'il peut y avoir mieux et plus grand qu'elle. Regardant au-delà, le métaphysicien découvre l'être, il découvre les notions d'unité, de vérité et de bien, de subsistance, d'individualité, de substance et « tout le cortège de notions fondamentales qu'examine la métaphysique générale ». Même si notre connaissance est enchaînée à l'ordre sensible du fait que tout le réel est être et que les notions fondamentales s'appliquent à l'être il s'ensuit que ces notions s'appliquent aussi à tout le réel.
Principe de structure, l'analogie est aussi un principe herméneutique avec lequel on peut aussi observer l'histoire de la pensée qui ne cesse de la mettre en valeur écrit Philibert Secretan dans sa présentation de l' Analogia entis de Erich Przywara.

## L'origine de l'analogie

### Fondement théorique de l'analogie métaphysique
À la base l'analogie découle de notre besoin de comprendre, or sachant ce qu'est notre entendement, nous imposons l'unité du concept à la diversité du réel, car pour nous, penser, c'est unifier. L'être est la forme la plus générale sous laquelle nous rassemblons toute la réalité dans l'unité. « Cette unité de l'idée d'être est-elle apparente et illusoire, ou bien, reflète-t-elle l'unité indivise sous la variété des phénomènes, à supposer que les êtres soient apparentés entre eux comme les espèces d'un genre unique ou qu'ils constituent les modes d'une unique substance » s'interroge Bernard Montagnes.
À la suite d'une analyse complexe, le grand théologien catholique Erich Przywara, dans son œuvre majeure Analogia entis, rattachera l'analogie au traitement théorique du grand « principe de contradiction »

### L'unité d'ordre par référence à un premier
L'origine de l'analogie est à rechercher du côté des problèmes que posaient à la philosophie grecque naissante le caractère bien souvent équivoque du langage, entre les mots à signification homonyme (même mot mais sens différent, comme « mine » de charbon et « mine » de crayon) et d'autres à signification synonyme (mots différents mais de même sens. Les divers exposés sur l'analogie procèdent à la division des prédicats en trois groupes : prédicats univoques, équivoques et analogues (ces derniers formant une classe intermédiaire). 
L'analogie sera du point de vue linguistique le moyen qui sera utilisé pour réduire la tension entre d'une part, le problème de l'unification requise du sens et les différents types d'homonymie. En sémantique, l'analogie va occuper la place médiane entre l'« univocité » c'est-à-dire la signification unique d'un terme appliqué à plusieurs référents, et l'« équivocité », signification différente selon les référents. 

#### L'homonymie de l'être
Certains concepts, et notamment l’« être », « l’Un » ou le « Bien » ne peuvent être considérés comme univoques, c’est-à-dire utilisés toujours avec la même signification. Pour qu'un langage soit possible, il est fondamental que domine l'univocité et que soit réduite la proportion des « homonymes ». Or, il est un mot dont Aristote s'est plu à démontrer que les nombreuses significations ne seront jamais réductibles à l'unité, c'est le mot fondamental de la philosophie, le mot « être ».
Le mot « être » n'est ni un synonyme, ni un homonyme purement accidentel puisqu'on l'a dit plus haut, il est irréductible. Aristote va s'interroger sur le genre de rapport qu'entretient ce mot « être » avec ses significations multiples , les catégories  (substance, qualité, quantité, relation), mais aussi l'être en tant que vrai , possible et en acte. La réponse est fournie dans un texte de la Métaphysique : l'être est un « Pros hen légomenon » à savoir, qui possède une « signification multiple mais toujours relativement à un terme unique »,.
S'agissant de l'homonymie de l'être, la réponse apportée par Aristote n'est pas comme la Scolastique le lui a fait dire l'« analogie », terme qu'il n'emploie jamais pour désigner le rapport irréductible des « Catégories » à l'être, comme le constate Pierre Aubenque. Tout au contraire il s'agit pour lui de faire de la doctrine du pros hen légomenon le fondement de toutes les autres analogies.

#### L'homonymie du Bien
« La méthode analogique va consister à étendre à d'autres termes que l'être, l'homonymie, présupposée qui se manifeste dans le fait que l'être se dit selon une pluralité de catégories ». Tout le raisonnement d'Aristote est basé sur l'exemple privilégié du Bien : « le bien en fait d'aliments est l'agent du plaisir, et en médecine, l'agent de la santé, tandis qu'appliqué à l'âme, il signifie être d'une certaine qualité, comme tempérament courageux et juste. Quelquefois le bien a pour catégorie le temps : par exemple le bien qui arrive au temps opportun. Souvent, c'est la catégorie de la quantité quand le bien s'applique à la juste mesure, car la juste mesure est aussi appelée un bien » note Pierre Aubenque. On voit que le Bien se dit dans plusieurs catégories de l'être : l'agir, la qualité, la quantité, le temps d'où la conclusion qui s'impose : de même que l'être, le Bien est un homonyme car toutes les significations se disent toutes relativement à ce terme unique. 
Ce qu'il y a de remarquable avec le Bien c'est que cette homonymie, alors qu'il n'y a rien de commun entre l'action bonne, la juste mesure et le temps opportun, n'a pas d'autre fondement que celle de l'être lui-même. Car cette homonymie a bien un sens, elle est réelle et n'est pas un simple fait de langage.  Aristote ne se contente pas non plus de faire de l'idée du Bien une « unité de multiplicité » à la manière de la « Théorie des idées » de Platon qu'il combat. Le Bien n'est pas un genre dont l'action bonne, la juste mesure et le temps opportun, seraient les espèces.

#### La méthode analogique
Il y a « une tradition qui remonte à Thomas d'Aquin , qui prétend s'appuyer sur des textes d'Aristote pour appeler « analogie » le rapport entre l'être et l'ensemble de ses significations » (selon les catégories et selon l'être vrai, l'être possible et l'être en acte), qui de fait, n'a été possible que parce que le christianisme a apporté une tout autre perspective qui substituait à la problématique des anciens, de l'un et du multiple celle des rapports entre un Dieu créateur et un monde créé. Repris dans la perspective judéo-chrétienne de la relation Créateur-créature c'est nécessairement une analogie « de proportion » (similitude des référents). Nécessaire parce qu'il ne peut y avoir que similitude de proportions entre l"être de la créature composé de puissance et d'acte et l'être Dieu, acte pur.
Aristote a donné une définition pratique de l'analogie « de proportionnalité » que Philibert Secretan appelle analogie stricto sensu : « J'entends par analogie tous les cas où le deuxième terme entretient avec le premier le même rapport que la quatrième avec le troisième », ce qui va permettre au poète ou à l'orateur d'employer le quatrième au lieu du second et le second au lieu du quatrième. Ainsi nous dit Pierre Aubenque, « si la vieillesse est à la vie ce que le soir est au jour, on pourra dire par analogie que le soir est la vieillesse du jour ou que la vieillesse est le soir de la vie ».
L'analogie de l'être peut être envisagée soit comme une propriété constitutive de l'étant en son entier, soit comme un simple principe de méthode. Dans le premier cas ce qui est recherché c'est l'affirmation conjointe de l'immanence de Dieu et de sa transcendance qui dégage la possibilité d'un discours sur Dieu et la tension de notre être vers lui. Sur le plan de la méthode l'analogie cherche à comprendre l'évolution de l'histoire de la pensée de l'intérieur par le principe profond qui en fait l'unité, c'est l'attitude de Erich Przywara dans son ouvrage Analogia entis.

#### L'élargissement scolastique
Déjà les tout premiers commentateurs d'Aristote avaient entrepris de compléter la théorie du « Pros hen » par l'unité analogique.  Le problème de l’unité des significations multiples de l’être devenait donc celui de l’unité du concept d’ousia ,  οὐσία, traduit définitivement par substance. Les auteurs médiévaux ont amplifié le glissement en appelant analogia, la structure d'unité focale des prédicats, quantité, qualité, relation.., unité qu'Aristote désigne simplement par « être-dit par rapport à un terme unique ».
La scolastique médiévale va ainsi, notamment avec Cajetan, retenir deux espèces d'analogie à savoir  « l'analogie de proportionnalité » et « l'analogie d'attribution » ou « analogie de l'être » qui selon Aubenque  ne pouvait exister chez Aristote. Pour la Scolastique il était essentiel d'établir la Métaphysique comme science de l'être en tant qu'être d'où le développement « d'une analogia entis conçue comme le mode hiérarchique d'une participation graduelle des étants à l'être selon leur dignité »  et donc offrir la possibilité d'un discours sur l'être suprême. Pierre Aubenque conclut ce rappel ainsi : « à la métaphysique des sens de l'être, se substitue une métaphysique des degrés de l'être  au surgissement exubérant et non réglé se substitue une juste administration de la diversité ».

### L'unité transcendantale ou analogie de l'être
Cette seconde réduction à l'unité, celle qui permet d'établir l'unité transcendantale de l'être, soulève les difficultés les plus délicates, car il y va de notre connaissance de Dieu. 
En effet, est-ce la même réalité quand je dis « la table est », « je suis », « Dieu est » ? Il paraît impossible d'attribuer le même sens à l'être contingent que nous sommes, à l'être d'une table et à celui de l'être « incausé et absolu » dont tous les autres dépendent. De même sur le plan métaphysique, la quantité qui n'est pas la qualité , qui n'est pas l'action ou la relation et pourtant tous « sont ». « Dans l'emploi du mot « être », si l'univocité est à écarter, il reste l'équivocité ou l'analogie. Aristote, aurait  laissé en friche ses recherches sur l’unité des significations de l’être (auxquelles la doctrine de l’« analogia entis » prétend donner réponse et celles sur la possible unité des questions portant sur l’être et sur le divin (onto-théiologie, onto-théologie) ».
« Si l’être n’était pas un concept analogique, il y aurait pure équivoque à dire que Dieu « est », et à prétendre connaître son être à partir de celui des autres êtres. D'ailleurs si le concept d’« être » n’était pas analogique, c’est le raisonnement lui-même qui serait impossible. Car tout raisonnement est fait de propositions dont les termes, sujet et prédicat, ne peuvent être unis que si l’un et l’autre « sont », mais en des sens évidemment différents, puisque l’un est ce qu’on attribue, l’autre ce à quoi l’on attribue ».

### Les réserves à l'encontre du principe de l'analogie
On notera toutefois les réserves que suscitent chez certains philosophes et notamment chez Martin Heidegger le recours à l'analogie. Heidegger cité par Jean Greisch, écrit « l'analogie de l'être-cette détermination n'est pas une solution de la question de l'être, ni même une élaboration effective de la problématique, mais le titre de l'aporie la plus dure, l'absence d'issue dans laquelle le philosopher antique et avec lui tout le philosopher ultérieur est emmuré jusqu'à aujourd'hui ».

## Analogie et théologie

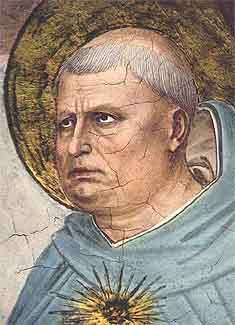
Thomas d'Aquin, Docteur de l'Église catholique, Fra Angelico.

### L'existence de Dieu
L'analogie entre dans la théologie juive puis chrétienne avec le thème développé par le verset (Sagesse13,5), « la grandeur et la beauté des créatures font par analogie comprendre leur auteur », et aussi dans De Mundo  du pseudo Aristote « bien qu'étant invisible à toute nature mortelle, ses œuvres mêmes le manifestent », d'où la philosophie pourra conclure que la divinité invisible peut être contemplée grâce à ses œuvres visibles. Toute théologie s'appuie sur les manifestations sensibles pour remonter analogiquement vers le créateur. L'« être » n'est pas cependant « univoque » à Dieu et à la créature, parce qu'il appartient à Dieu dans sa plénitude et aux créatures d'une manière limitée, mais comme il dit quelque chose sur Dieu son sens n'est pas non plus entièrement « équivoque ».

### Les attributs de Dieu
Thomas d'Aquin s'oppose à Moïse Maïmonide (1135-1204), pour lequel il n'y a rien de commun entre Dieu et les créatures, et qui n'attribuait l'« être » à Dieu que par simple homonymie. Comme par, ailleurs, Thomas refuse aussi la position inverse, à savoir l'« univocité de l'être » car il est impossible, selon lui, de transporter en Dieu par similitude des principes ontologiques formulés au sujet de ce qui n'est pas Dieu, comme la bonté ou la sagesse, il ne reste plus comme ressource que de faire état d'une « analogie ». S'agissant des attributs divins, justice, bonté, par exemple, « s'il n'est pas possible d'établir un rapport directe entre Dieu et la créature, rien n'empêche que sous le mode analogique, certains noms soient dits à la fois de Dieu et de la créature » écrit A.D. Sertillanges. C'est la position de saint Thomas pour qui les noms appliqués en commun à Dieu, sur un mode de perfection, et normalement à la créature sont attribués à Dieu « en raison d'un certain rapport qu'il entretient avec les choses où notre intelligence puise ses concepts ».
Toutefois comme le rappelle A.D.Sertillanges, le rapport dont il est question est moins un rapport de proportion qu'un rapport de proportionnalité, c'est-à-dire une « proportion de proportion », car « l'infini ne peut être mis en proportion avec le fini ». L'analogie des créatures à Dieu est une conséquence du rapport de l'émané à sa source ou, de ce qui est logiquement postérieur, à son foyer de référence,.
Duns Scot (1266 à 1308), a contrario, pense que Dieu peut être atteint à travers le concept univoque d'être à condition de décliner ce dernier selon son mode propre à savoir, l'infinité. Dieu devenant une analogue dans l'être peut être atteint dans le concept d'être. Toutefois si nous pouvons connaître qu'il y a un Dieu, c.-à-d. un être infini et nécessaire, cette connaissance n'est pas la connaissance de l'essence. Nous savons que Dieu est, nous ne savons pas ce qu'il est. La connaissance de l'essence de Dieu nous ferait connaître a priori son existence ; en l'absence de cette connaissance, nous devons raisonner a posteriori, c.-à-d. que nous ne formons l'idée de Dieu que d'après le témoignage des sens, et c'est en remontant de l'effet à la cause que nous pouvons fournir la preuve de son existence.
Dans cette lignée, pour Erich Przywara (1889 à  1972), l'Analogia entis est la forme fondamentale du catholicisme, dialectisant l'analogie en une série d'oppositions qui attendent leur dépassement, ce jésuite lui donne pour contenu la pensée occidentale dans toutes ses polarités, elle  fournit une réponse au protestantisme et à la pensée moderne de la subjectivité. 
La quatrième, des vingt-quatre thèses thomistes imposées au clergé par Motu Proprio de Pie X  en 1914 impose la doctrine de l'« analogie » du Créateur à la créature, ce qui a suscité l'ire de Karl Barth qui a qualifié d'« œuvre de l'Antéchrist » une analogie qui prétend connaître Dieu hors de la Révélation.